# William N’Gounou
William Tonji N’Gounou (ur. 31 lipca 1983 w Bangangté) – nigerski piłkarz grający na pozycji napastnika. Od 2022 roku jest zawodnikiem klubu Heleneholms SK.

## Kariera klubowa
W latach 2000–2003 N’Gounou był zawodnikiem kameruńskiego Kadji SA. Z kolei w latach 2003-2007 grał w Nigrze, w AS FAN. Następnie wyjechał do Szwecji, gdzie kolejno występował w: Malmö Anadolu BIF, FC Rosengård, IF Limhamn Bunkeflo, KSF Prespa Birlik, Bosnien Hercegovina SK, Limhamns FF i FBK Balkan. W 2022 przeszedł do Heleneholms SK.

## Kariera reprezentacyjna
W reprezentacji Nigru N’Gounou zadebiutował 9 lutego 2011 w przegranym 0:3 towarzyskim meczu z Marokiem, rozergranym w Marrakeszu. W 2012 roku został powołany do kadry na Puchar Narodów Afryki 2012, a w 2013 na Puchar Narodów Afryki 2013. Od 2011 do 2013 rozegrał w kadrze narodowej 17 meczów i strzelił 2 gole.